# Dinek, Çumra
Dinek là một thị trấn thuộc huyện Çumra, tỉnh Konya, Thổ Nhĩ Kỳ. Dân số thời điểm năm 2011 là 519 người.